# Andersonia brevifolia
Andersonia brevifolia là một loài thực vật có hoa trong họ Thạch nam. Loài này được Sond. mô tả khoa học đầu tiên năm 1845.